# Преотешти (Олт)
Преотешти (рум. Preotești) насеље је у Румунији у округу Олт у општини Јанку Жиану. Oпштина се налази на надморској висини од 179 m.

## Становништво
Према подацима из 2002. године у насељу је живело 144 становника, од којих су сви румунске националности.